# 天体
天体（、英語: object、astronomical object）とは、宇宙空間にある物体のことである。宇宙に存在する岩石、ガス、塵などの様々な物質が、重力的に束縛されて凝縮状態になっているものを指す呼称として用いられる。

## 惑星・準惑星・太陽系小天体

太陽系の天体の分類

惑星は、恒星の周りを公転する天体のうち、中心で核融合を起こすほどには質量が大きくなく、自分で光を放たない天体である。ただし、太陽の周りを公転する天体については、重力平衡に達するのに十分な質量を持ち、かつ軌道上から他の天体を排除しているもののみが惑星である。
準惑星は、太陽の周りを公転する天体のうち、重力平衡に達するのに十分な質量を持つが、軌道上から他の天体を排除していないものである。
太陽系小天体は、太陽の周りを公転する天体のうち、重力平衡に達するのに十分な質量を持たないものである。
- 惑星
  - 地球型惑星（岩石質惑星）
  - 木星型惑星（巨大ガス惑星）
    - 天王星型惑星（巨大氷惑星）
- 準惑星
  - 冥王星型天体（準惑星である太陽系外縁天体）
- 太陽系小天体
  - 小惑星
  - 彗星
- 太陽系外縁天体（冥王星型天体以外）
  - エッジワース・カイパーベルト天体
  - 散乱円盤天体
  - オールトの雲
- 惑星（など）のもととなった天体
  - 原始惑星系円盤
  - 微惑星
- 太陽系外惑星

## 衛星
衛星は、惑星、準惑星、太陽系小天体の周りを公転する天体である。衛星の周りを公転する天体は孫衛星とも呼ばれる。
- 月（地球）
- フォボス（火星）
- ダイモス（火星）
- ガリレオ衛星（木星）
- タイタン（土星）
- 小惑星の衛星

## 恒星など
恒星
恒星はガスが自己重力によって球状にまとまり、中心の核融合反応によってエネルギーを放出している天体である。
光度階級により、主系列星、準巨星、巨星、輝巨星、超巨星のように分類され、各階級は青いO型から赤いM型までOBAFGKMの順に分類される。
- 主系列星
  - O型主系列星
  - B型主系列星
  - A型主系列星
  - F型主系列星
  - G型主系列星 - 太陽はこの分類に含まれる
  - K型主系列星
  - 赤色矮星
- 巨星
  - 赤色巨星
  - 青色巨星
- 超巨星
  - 赤色超巨星
  - 青色超巨星
- ウォルフ・ライエ星

コンパクト星
- 白色矮星
  - 黒色矮星 - 白色矮星は黒色矮星という状態になると推測されている
- 中性子星
  - パルサー
  - マグネター
- ブラックホール

その他
- 原始星
- 褐色矮星

### 変光星としての分類
- 変光星
  - 食変光星
  - 脈動変光星
    - はくちょう座α型変光星
    - ケフェイド変光星
    - こと座RR型変光星
    - たて座δ型変光星

  - 爆発型変光星
    - おうし座T型星
    - 閃光星
    - 高光度青色変光星

  - 激変星
    - 新星
    - 超新星
      - 極超新星
- 連星、二重星

## 星団
星団は恒星の集団である。
- 散開星団
- 球状星団

## 星雲
星雲は星間ガスが濃く集まり、我々から観測できる状態にある天体である。
- 散光星雲
  - 輝線星雲
  - 反射星雲
- 暗黒星雲
- 惑星状星雲
- 超新星残骸

## 銀河
銀河は数多く（典型的な銀河は数千億個）の恒星や星雲・惑星、星間ガスからなる天体である。

### 形態による分類
- 円盤銀河（銀河系、アンドロメダ銀河などもこれに分類される）
  - 渦巻銀河
  - 棒渦巻銀河
- 楕円銀河
- 不規則銀河
- レンズ状銀河
- 矮小銀河

### 活動性を持つ銀河
- 活動銀河
  - クエーサー
  - 電波銀河
  - セイファート銀河
  - スターバースト銀河
  - 超光度赤外線銀河

### 相互作用銀河
- 衝突・合体中のもの - アンテナ銀河、ステファンの五つ子など
- 相互作用の痕跡を持つもの - 車輪銀河など

## 銀河団・超銀河団
銀河団は数百から数千個の銀河が重力的に束縛された状態にある天体である。
超銀河団は更に複数の銀河団同士が重力で引き合ってできている大規模な天体である。

## その他
- ガンマ線バースト

## 起源となる天体が不明の天文現象・物質
- 暗黒物質（粒子の可能性も高いが、光らない天体の可能性もある）